# Somogysámson, Somogy
Somogysámson  este un sat în districtul Marcal, județul Somogy, Ungaria, având o populație de 783 de locuitori (2011). 

## Demografie
Componența etnică a satului Somogysámson
     Maghiari (68,86%)
     Romi (28,06%)
     Germani (3,08%)
Componența confesională a satului Somogysámson
     Romano-catolici (68,97%)
     Fără religie (12,01%)
     Necunoscută (17,5%)
     Alte religii (1,53%)
Conform recensământului din 2011, satul Somogysámson avea 783 de locuitori. Din punct de vedere etnic, majoritatea locuitorilor (68,86%) erau maghiari, existând și minorități de romi (28,06%) și germani (3,08%).  Din punct de vedere confesional, majoritatea locuitorilor (68,97%) erau romano-catolici, cu o minoritate de persoane fără religie (12,01%). Pentru 17,5% din locuitori nu este cunoscută apartenența confesională.